# Luis Chitarroni
Luis Víctor Chitarroni (Buenos Aires, 15 de diciembre de 1958-ibidem, 17 de mayo de 2023) fue un escritor, crítico literario y editor argentino. Uno de los más destacados editores y críticos literarios de su país, publicó los primeros libros de autores como Daniel Guebel, María Negroni, Sergio Bizzio y Sergio Chejfec, además de haber editado a Charlie Feiling, César Aira, Gustavo Ferreyra, Luis Gusmán, Ricardo Piglia y Rodolfo Fogwill, entre otros. Sumado a eso, creó y editó el sello editorial independiente La Bestia Equilátera y publicó libros de ensayo y ficción. Desde el año 2021 hasta su muerte, integró la Academia Argentina de Letras.

## Biografía
Luis Víctor Chitarroni nació el 15 de diciembre de 1958 en la ciudad de Buenos Aires, Argentina. Inició su carrera como colaborador y redactor de críticas literarias a fines de los años 80 en revistas como Babel, donde escribió columnas, además de haber colaborado en medios del exterior.
Gracias a Enrique Pezzoni, trabajó como editor en la editorial Sudamericana, donde publicó a autores como Charlie Feiling, César Aira, Gustavo Ferreyra, Luis Gusmán, Rodolfo Fogwill y Ricardo Piglia, entre otros. En el año 2008, creó la editorial independiente La Bestia Equilátera, donde continuó su carrera en ese ámbito.
Chitarroni fue dos veces jurado del Premio Konex en la categoría Letras. Además, participó como jurado del Premio Casa de las Américas. Impartió conferencias en varios países y llevó a cabo un seminario en la Universidad de Cambridge, donde presentó una exposición acerca de la literatura argentina y estableció una amistad con los escritores George Steiner e Ian McEwan.
Como autor, publicó los libros de ensayo Siluetas (1992), Mil tazas de té (2008), Breve historia argentina de la literatura latinoamericana (a partir de Borges) (2019), Pasado mañana (2020) y La carta perdida (2022), las novelas El carapálida (1997) y Peripecias del no. Diario de una novela inconclusa (2007), el libro de cuentos La noche politeísta (2019) y las antologías Los escritores de los escritores (1997), La muerte de los filósofos en manos de los escritores (2009) y La carta perdida (2022). En 2021, ingresó a la Academia Argentina de Letras.
Chitarroni falleció el 17 de mayo del año 2023 a los 64 años, en el sanatorio La Trinidad de Buenos Aires. Sus restos fueron velados en la Sala Augusto Raúl Cortazar de la Biblioteca Nacional Mariano Moreno. En 2024, La Bestia Equilátera llamó Luis Chitarroni a su Premio de Novela para textos inéditos en idioma español. Ese mismo año se le confirió el Konex de Honor a la personalidad de sobresaliente relieve de las letras argentinas fallecida en la última década.

## Obra

### Narrativa
- 1997: El carapálida (novela)
- 2007: Peripecias del no. Diario de una novela inconclusa (novela)
- 2019: La noche politeísta (cuento)

### Ensayo
- 1992: Siluetas
- 2008: Mil tazas de té
- 2019: Breve historia argentina de la literatura latinoamericana (a partir de Borges)
- 2020: Pasado mañana

### Poesía
- 2024: Una inmodesta desproporción

### Antología
- 1996: Los escritores de los escritores
- 2009: La muerte de los filósofos en manos de los escritores
- 2022: La carta perdida

## Reconocimientos
- 2024ː Premio Konex de Honor.[15]